# 雷士德工学院
雷士德工学院（英语：The Lester School and Henry Lester Institute of Technical Education）也可称雷氏德工學院，是1930年代至1940年代位于上海的一所土木工程类私立大学，以英国旅沪建筑师、地产商、慈善家亨利·雷士德的名字命名。

## 创办工学院

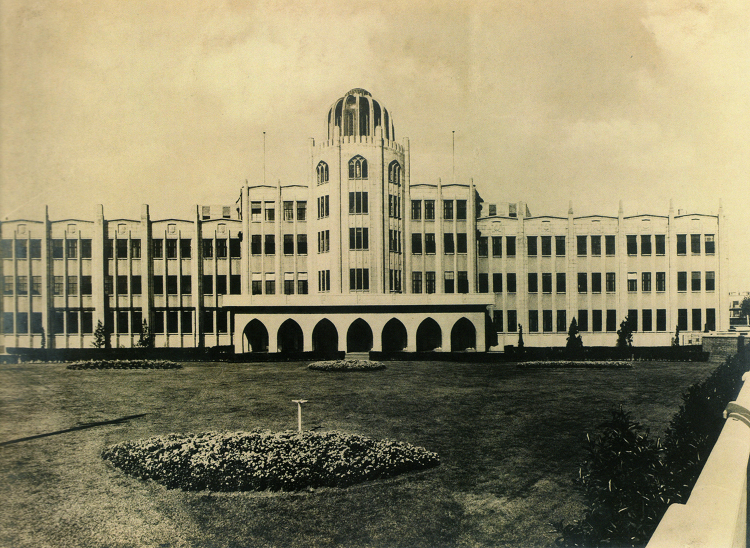
雷士德工学院

1926年，从上海发迹的英国富商亨利·雷士德逝世后，将全数产业委托上海公共租界工部局管理，工部局随即成立了雷士德基金会用以管理其遗产，用于发展上海的教育卫生事业，雷士德遗产估价总资产达到了2000万两白银。
雷士德遗产管理委员会向英国各方学界提出了办学谘询。为此，香港大学的H·G·厄尔（英語：Herbert Gastineau Earle）博士来沪调研、瓦尔特·布朗（Walter Brown）教授前往英国帮助遗产管理委员会进行了为期两年的办学调研、已退休的伦敦北方理工学院（The Northern Polytechnic, London）的校长R·S·克莱（R.S.Clay）博士也对上海的设校计划进行了建言。由于正值1930年代全球性的经济大衰退时期，遗产管理委员会将建校计划顺延，并听取了各方意见，将工学院与附设中专合办。
1933年6月1日，雷士德工学院任命英国土木工程学会会员李赉博（Bertram Lillie）为该校校长并兼任雷士德工学院附设中专校长。1934年2月17日，雷士德工学院举行了奠基仪式，时任英国驻沪总领事的璧約翰（John Brenan）与、中华民国教育部部长的王世共同为基石奠基。1934年3月，遗产管理委员会在英国聘请了七名教员作为教务核心.同年8月，在教员悉数抵沪的同时，大学举办了首次招生考试。1934年10月1日，仅仅奠基八个月的雷士德工学院校舍，在东熙华德路（今东长治路）正式启用，共耗资100万银元。7天之后工学院、附设中专与初中开学，夜校也于同年11月5日开学。

## 办学与管理
雷士德工学院包括日校与夜校，日校则分学院、附设中专（高中）与初中三部分，学院设置建筑系、土木工程系、机械工程系等专业。学生最多时日校有450余人，夜校有1200余人。雷士德虽为虔诚的基督徒，但根据他的遗嘱，学校不开设与宗教相关的任何课程，也不进行宗教教育，教材以教师的备课讲稿为准，并规定以华人学生为主要生源，也可适当接纳除英国、美国、法国这三国以外的其他国籍学生。

## 停办
抗日战争八一三事变爆发，上海虹口区沦为日占区，雷士德工学院的校务因而停顿。1937年下半年，部分英籍教师为躲避战火而返回英国，教师数量的锐减也导致了教学质量的下降。1940年，校长李赉博因与日本哨兵争执而遭遇车祸长眠于上海，由桑顿（A. E. Thornton）代理校长之职。1942年底，在太平洋战争中受挫的日军，将所有英国人关入集中营，由日方派日本东亚同文书院院长来兼任雷士德工学院负责人，对工学院进行了接管并改名东亚工业学院。1944年，校舍被日本海军占用，学校正式停办。
1945年抗日战争结束后，重获自由的英国人要求雷士德工学院恢复开学，但因为日本海军占用的校舍被中华民国政府作为敌产没收，雷士德遗产管理委员会由于战乱而资金流失严重等原因未能实现，工学院就此退出历史舞台。

## 建筑
1932年，上海发生一二八事变，城市遭受了日军飞机的猛烈轰炸，人力财力均遭受了巨大损失，飞机在现代战争中的重要作用被国人所认识，孙中山所提出的「航空救国」思想被再次点燃。在这一背景下，雷士德工学院将主体建筑设计成一架面向东北方展翅翱翔的战斗机，寓意为学习好工科，建造飞机打回东北方面的日本，主体建筑占地10000余平方米，建筑面积19900平方米，为钢筋混凝土结构。建筑中间为五层楼高，两侧为阶梯状，逐步降为四层与三层。建筑细节部分以及窗户前多以科学仪器与机械图案作装饰，以显示其工学院的本质。
在内部设计方面，主楼校舍装饰精美，房屋的内部装修十分考究，并装有暖气设备和专供教职人员使用的电梯，在当时的中国尚属罕见。除学校的常规设施外，大楼还设有各种实践工场和实验室，机器齐备皆为新款。由于结构宏大，大礼堂宽敞，众多国际性的学术会议经常借用来开会。
雷士德工学院的整体建筑由当时上海建筑设计事务所德和洋行负责设计，设计师为E.F.鲍斯惠尔（E. F. Bothwell），设计风格为英国哥特式与装饰艺术相融合。
抗战争结束后原址为吴淞商船专科学校所用，后又更名为上海航务学院。1953年起，成为上海海员医院所在地。1994年，雷士德工学院旧址被选为第二批上海市优秀历史建筑。2022年1月4日，雷士德工学院啟動修缮，7月修缮完成，9月投入运营。2023年12月8日，雷士德工学院旧址保护修缮工程入选第四届“上海市建筑遗产保护利用示范项目”。

## 影响

### 校友会
1985年2月17日，雷士德工学院校友会向上海市民政局社会团体管理处进行了登记，2001成为上海市宁波经济建设促进协会的团体会员，由上海市教育委员会领导。校友会初创时由鲁平、梁于藩、陈铭珊、曹文锦、叶元章、钱嘉栋担任名誉会长，唐翔千任名誉顾问，以团结国内外校友，调动积极因素为宗旨，每2年举行一次年会，每季度出版会刊《雷友通讯》。 2004年10月，上海市历史博物馆借校友会召开年会之际，在雷士德工学院原址的上海海员医院举办了庆祝建校70周年展览会。由于雷士德工学院早在1945年即遭停办，属于已不存在大学的校友会，每年都有老校友病故，校友存世的已经不多。

### 雷士德基金会
虽然雷士德工学院早已停办，但雷士德基金会目前依然存在，总部以迁回英国伦敦，1975年起按助学计划正式运作。资助对象为留学英国在大学或研究机构从事建筑学、医药学、计算机发展和机械科学领域研究生或更高水平学习的中华人民共和国公民，基金会对申请人还有着学成后需返回中国，以及将所学的知识与技术将有益于中国人民等要求。

## 历任校长
1. 李赉博（Bertram Lillie，1934年－1940年）
2. 桑顿（A. E. Thornton，代理，1940年－1945年）

## 校友
虽然雷士德工学院及其附设中专（高中）、初中从1934年兴办至1944年停办只存在十载春秋，是上海最短命的私立大学，但也先后培育了逾千名学生和有用的技术人才，其中不乏知名之士与国家栋梁。

### 高等教育阶段
- 梁于藩：就读于雷士德高中及机械系，外交与国际问题专家，原中国常驻联合国代表团副代表、中国福利会副主席。
- 董太和：就读于机械系，浙江大学光学仪器系教授，光学及光学工程专家，中国光学专业教育的开拓者之一。
- 徐鹏飞：就读于机械系，曾任光大华行经理、原上海外贸局副局长、进出口办副主任，校友会首任会长。
- 田元灝：就读于机械系，江南及香港望族，萬泰製衣创办人，前香港立法局议员。
- 陈铭珊：肄业于工学院，曾任信谊药厂董事长、原中国民主建国会副主席、全国政协常务委员。

### 中等教育阶段
- 鲁平：就读于雷士德初中及高中，原国务院港澳办公室主任、香港特别行政区筹委会副主任。
- 史久镛：就读于雷士德高中，法学家，原海牙国际法院院长。
- 陈占祥：就读于雷士德高中，中国城市规划专家，梁陈方案提案人之一，原国家城市建设总局城市规划研究所总规划师。
- 唐翔千：就读于雷士德中学，江南及香港望族，美維控股創始人，香港前政務司司長唐英年之父。
- 曹文锦：就读于雷士德初中，香港万邦集团董事长，有「华人船王」之称。
- 草婴：就读于雷士德初中，俄罗斯文学翻译家，原上海翻译家协会会长、中国翻译家协会副会长。
- 任溶溶：就读于雷士德初中，儿童文学作家、翻译家。